# Gastrolobium bennettsianum
Gastrolobium bennettsianum är en ärtväxtart som beskrevs av Charles Austin Gardner. Gastrolobium bennettsianum ingår i släktet Gastrolobium och familjen ärtväxter. Inga underarter finns listade i Catalogue of Life.